# 馬克·塔克薛拉
馬克·查爾斯·提塞拉（英語：Mark Charles Teixeira，1980年4月11日—），中文綽號「鐵爺」，前美國職棒大聯盟球員，職司一壘。生於馬里蘭州安那波利斯，2003年出道於德州遊騎兵隊，2007年季中被交易至亞特蘭大勇士隊，2008年季中再被交易到洛杉磯天使隊。2008年12月，他與紐約洋基隊簽下八年1.8億美元的合約。提塞拉以優越的長打能力、及防守一壘的出色表現著稱，生涯共獲得5次美國職棒大聯盟金手套獎及3次美國職棒大聯盟銀棒獎。

## 早期生活
提塞拉是在馬里蘭州的Severna Park成長，並在當地巴爾的摩 Mount Saint Joseph高校就讀，並成為該校棒球校隊球員。提塞拉在1998年大聯盟選秀會中，被波士頓紅襪在第9輪選中的選手，但提塞拉放棄和紅襪簽約，並進入喬治亞理工學院就讀，並進入該校的棒球校隊。在2001年大學時代，塔克薛拉有0.427的打擊率和1.319的上壘加長打率。

## 職棒生涯

### 德州遊騎兵

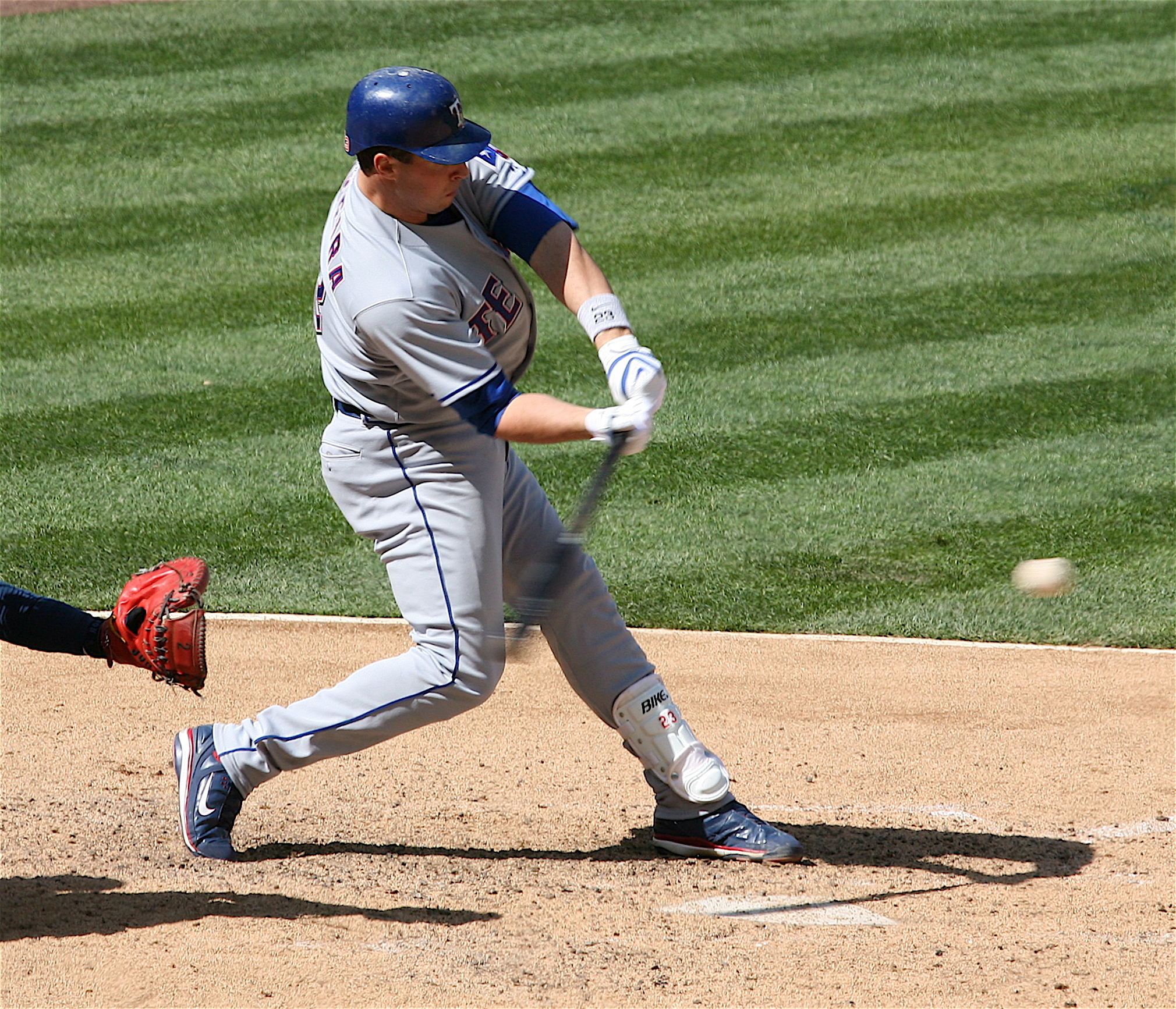
提塞拉在德州遊騎兵時的打擊。

提塞拉在2001年的時候，重新去大聯盟選秀會，並被德州遊騎兵在第1輪第5名所選中，而完成簽約加入遊騎兵。2002年是在高階1A開始棒球生涯，在38場比賽中繳出0.320的打擊率和1.000的上壘加長打率，之後升上2A，並在48場994上壘加長打率和10發全壘打。2002年皆在小聯盟度過，因為在小聯盟的表現相當優異，而有參加2003年的春訓。
2003年提塞拉開始他的大聯盟生涯，共繳出0.259的打擊率、0.811的上壘加長打率和26發全壘打，在2004年提塞拉增強他的打擊技巧，使得他的成績有明顯增加，共繳出0.281打擊率、0.930上壘加長打率、38發全壘打和112分打點。在2004年8月17日，提塞拉完成生涯的第1個完全打擊，而贏得生涯的第1個一壘手美國職棒大聯盟銀棒獎，2005年贏得生涯的第1個一壘手美國職棒大聯盟金手套獎，並在2005年獲得球迷票選為美國職棒大聯盟全明星賽的先發一壘手，並在明星賽中以右手擊出1發全壘打。2005年球季結束時，提塞拉繳出0.301打擊率、43發全壘打和144分打點，都是生涯新高。
提塞拉在2006年球季開始時，打擊並沒有很快進入狀況，在明星賽前只擊出9發全壘打，但是在明星賽結束的第1場比賽，單場擊出3發全壘打，在球季結束以後，共擊出30發全壘打和100分打點。2006年球季開始前，遊騎兵和提塞拉達成2年1540萬美金的合約，使遊騎兵可以避免連續2年要和提塞拉薪資仲裁。2007年6月9月，提塞拉中斷他連續出場507場比賽的紀錄，因比賽造成四頭肌扭傷，而進入傷兵名單，這是大聯盟生涯第2次進入傷兵名單。

### 亞特蘭大勇士

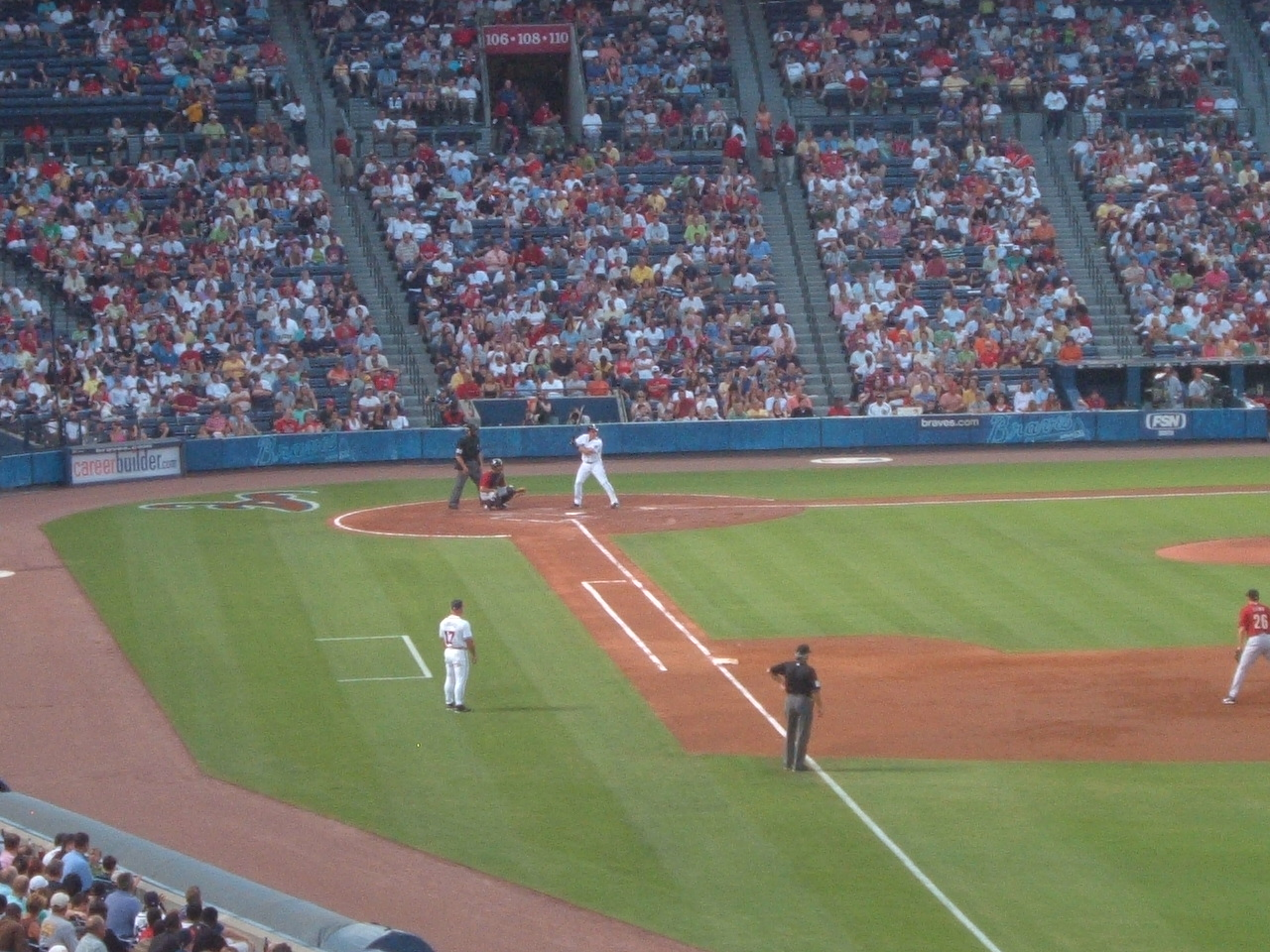
提塞拉在2007年8月1日於勇士隊的主場首度登場時，擊出3分全壘打和4分打點。

在2007年7月的第2個禮拜，提塞拉拒絕遊騎兵提出來的8年1億400萬美金的延長合約，使遊騎兵將提塞拉交易到亞特蘭大勇士（和左投的後援投手Ron Mahay一起被交易），而遊騎兵換得捕手兼一壘手的贾罗德·萨尔塔拉马基亚，和4名潛力新秀 埃爾維斯·安德魯斯、Matt Harrison、內夫塔利·費利茲和Beau Jones。提塞拉來到勇士隊的第一場比賽，及1發3分全壘打共4分打點的成績，幫助勇士隊以12：3大勝休士頓太空人 。在這之後的2場比賽裡面，提塞拉都有全壘打的演出，連續3場比賽都擊出全壘打，這是蓋瑞·雪菲爾在2002年以後，勇士隊第2位完成這個記錄的選手。

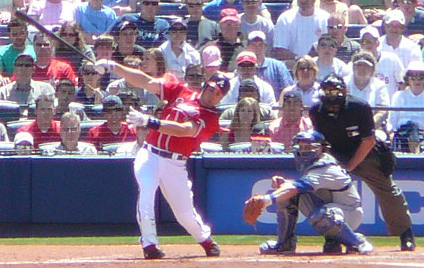
2008年在勇士隊時的塔克薛拉。

2007年8月19日，面對亞利桑那響尾蛇的先發投手Yusmeiro Petit，提塞拉擊出單場2發全壘打，在隔日對辛辛那提紅人的比賽，提塞拉擊出單場2發3分全壘打，以14：4大勝紅人，提塞拉在這個月獲得單月表現最佳球員。9月22日面對密爾瓦基釀酒人的比賽中，提塞拉擊出生涯的第1支再見安打，這支安打是1壘安打，幫助隊友Willie Harris在延長比賽中跑回致勝分。提塞拉2007年在勇士隊的54場比賽中，繳出0.317的打擊率、17發全壘打和56分的打點，勇士隊在球季結束以後和提塞拉達成1年1250萬美金的合約，避免薪資仲裁。

### 洛杉磯天使

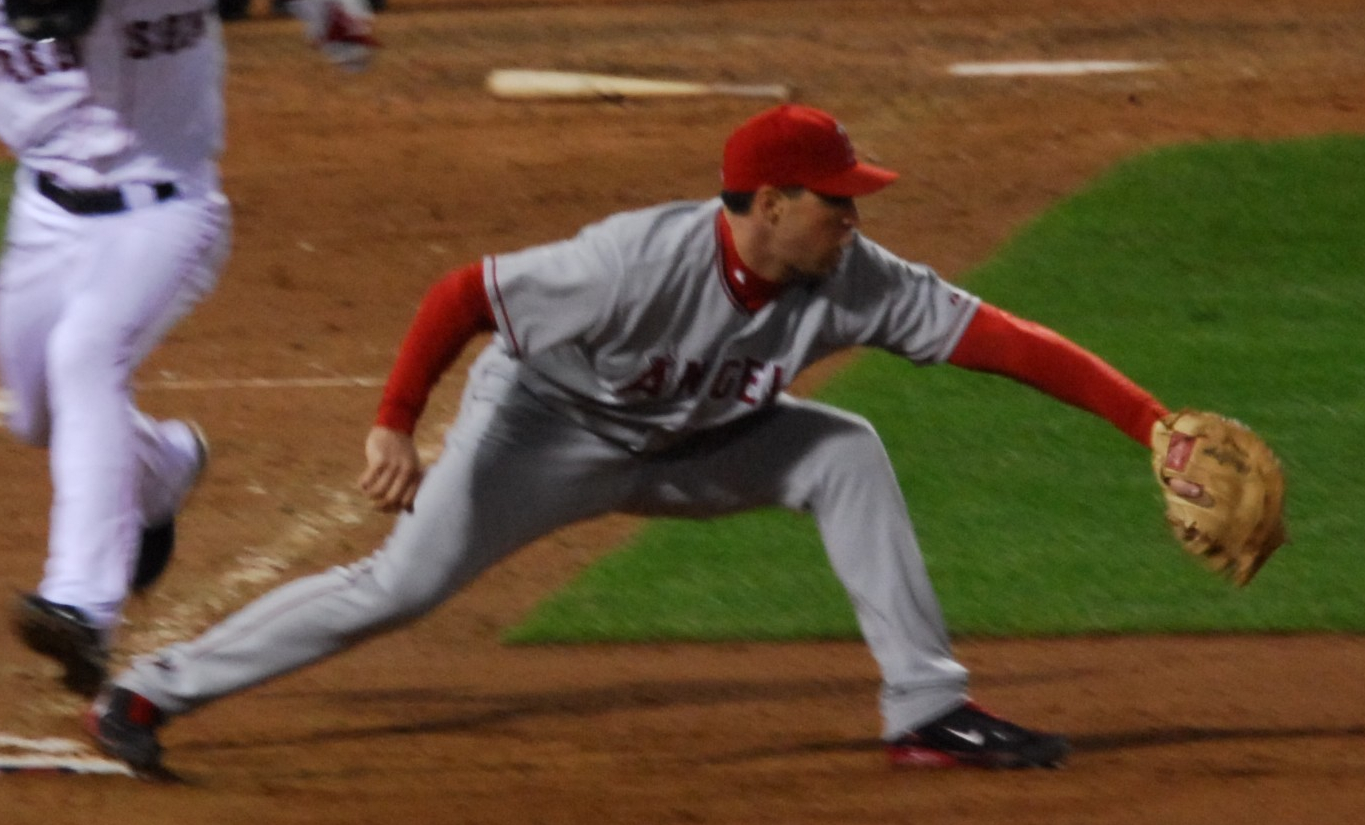
2008年10月6日，提塞拉在2008年美國聯盟分區賽第4場比賽防守的照片。

2008年7月的時候，提塞拉被交易到洛杉磯天使 ，勇士隊獲得凱西·柯區曼和小聯盟的投手Stephen Marek，提塞拉在天使的打擊順序為第3棒。被交易到天使以後提塞拉繳出0.358的打擊率、13發全壘打和43分的打點，幫助天使獲得球隊歷史上第一個100勝，並且以美聯第一種子進入季後賽。在2008年世界大賽結束以後，提塞拉申請成為自由球員。

### 紐約洋基

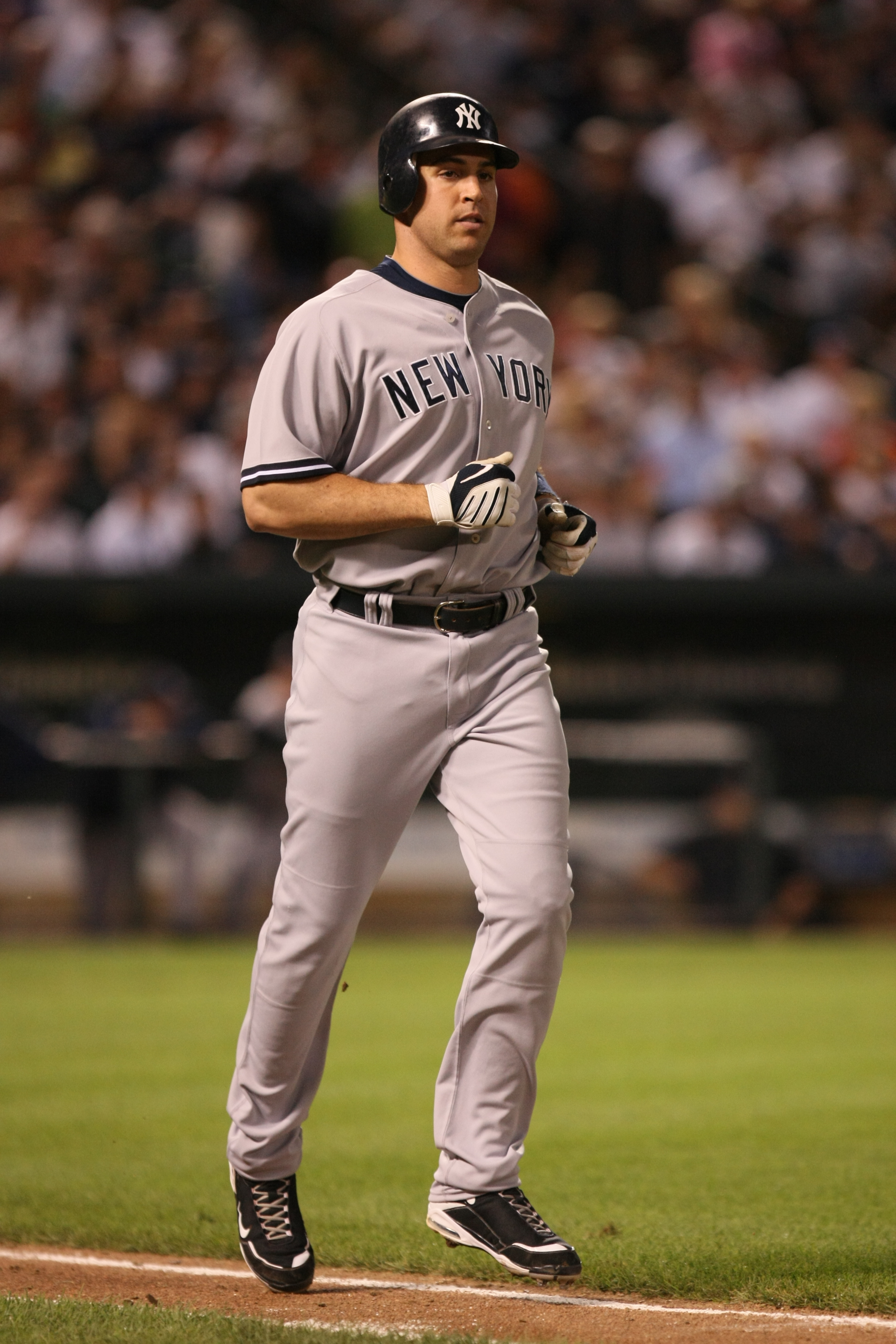
提塞拉在洋基時的照片。

在2008年12月，提塞拉和洋基簽約，並且在2009年1月6日於新洋基球場正式亮相，提塞拉的合約還包括500萬美金的簽約金和不得交易條款，在這場爭奪戰中包括洛杉磯天使、波士頓紅襪、華盛頓國民和巴爾的摩金鶯都開出優渥的合約，但提塞拉最終選擇和洋基簽約。金鶯隊的球迷對提塞拉非常生氣，在2009年金鶯和洋基的第1個比賽於金鶯的主場舉行，球迷們不但大聲的發出噓聲，還向提塞拉丟地產大亨遊戲的假鈔，諷刺只愛錢。提塞拉原本的球衣號碼為23號，但洋基的23號為Don Mattingly，而且已經為退休號碼，所以將自己的號碼改為25號，而Mattingly是提塞拉小時候的偶像。2009年球季結束，提塞拉的122分打點及39發全壘打（和坦帕灣光芒的卡洛斯·佩尼亞並列）兩者皆為美聯的第1名。洋基今年贏得2009年世界大賽的冠軍，但季後賽提塞拉的打擊陷入低潮，只有0.180的打擊率，而世界大賽的打擊率更低到只有0.136，但是提塞拉還是有幾個打擊讓人印象深刻，比如2009年美國聯盟分區賽的第2場比賽擊出再見全壘打，世界大賽2場比賽，擊出追平分的陽春全壘打，此外，優異的守備也幫助球隊守下許多可能的失分和安打。
2009年球季結束以後，提塞拉獲得美國職棒大聯盟金手套獎及美國職棒大聯盟銀棒獎，在美國職棒大聯盟最有價值球員獎獲得第2名（第1名由明尼蘇達雙城的捕手喬·莫爾獲得）。2010年5月8日，提塞拉於波士頓紅襪的主場擊出芬威球場單場擊出3發全壘打，這是繼1927年6月23日盧·賈里格之後，第2位有此表現的洋基球員，這場比賽洋基以14：3大勝紅襪。2010年球季結束以後，提塞拉連續2年獲得美國聯盟一壘手金手套獎。今年的成績為0.256打擊率、33發全壘打及108分打點的成績。
2011年球季，Teixeira面對明尼蘇達雙城4個打數2安打2支都是二壘打帶有3分打點回來得到1分，完成生涯第1000分打點。

## 提塞拉的成績
在2005年，提塞拉是大聯盟歷史上，第3位在第1個至第3個球季至少都能擊出20發以上全壘打的左右開弓打者，其他兩位為Eddie Murray和奇伯·瓊斯，提塞拉同時也是大聯盟歷史上，在第1個至第3個球季總共擊出100發全壘打以上全壘打的紀錄，其他4位球員為棒球名人堂球員的喬·狄馬喬、Ralph Kiner、Eddie Mathews和現役球員亞伯特·普荷斯，而馬克·麥奎爾、José Canseco、陶德·希爾頓和萊恩·霍華德雖然也有在3個球季擊出100發以上的全壘打，但第1年球季都不是完整的球季，是從第2年到第4年球季才是完整球季並達到100發全壘打的紀錄。提塞拉在2005年有144分的打點，是左右開弓打者的一個記錄。2010年8月9號 提塞拉擊出本季第25發全壘打,成為史上第4位在職棒生涯前8年連續打出至少25發全壘打的球員。

## 私人生活
提塞拉和家人居住在格林尼治 (康乃狄克州) ，興趣包括打獵、高爾夫球、讀書和釣魚。2006年，提塞拉和他的太太Lejgh創立馬克·提塞拉慈善基金會，資助達拉斯和沃斯堡地區的學校共6個5000美金的獎學金。他們夫妻有2個小孩，兒子Jack Gordan和女兒Addison Leigh，提塞拉的背景為葡萄牙裔。提塞拉喜愛在百老匯劇院上映的悲慘世界 (音樂劇)。

## 獎項和榮譽
- 美國職棒大聯盟銀棒獎（一壘手）：2004年、2005年、2009年。
- 美國職棒大聯盟金手套獎（一壘手）：2005年、2006年、2009年、2010年、2012年。
- 美國職棒大聯盟全明星賽：2005年、2009年。
- 世界大賽冠軍：2009年。
- 美國職棒大聯盟全壘打王（和卡洛斯·佩尼亞並列）：2009年。